# Phoenix paludosa
Phoenix paludosa är en enhjärtbladig växtart som beskrevs av William Roxburgh. Phoenix paludosa ingår i släktet Phoenix och familjen Arecaceae. IUCN kategoriserar arten globalt som nära hotad. Inga underarter finns listade i Catalogue of Life.